# Radián
El radián (símbolo: {\displaystyle rad}) es una unidad de la amplitud de ángulos. El radián mide el ángulo presentado como central a una circunferencia y su medida es igual a la razón entre la longitud del arco que comprende de dicha circunferencia y la longitud del radio; es decir, mide la cantidad de veces que la longitud del radio traza ese determinado arco en la circunferencia. Hasta 1995 tuvo la categoría de unidad suplementaria en el Sistema Internacional de Unidades, junto con el estereorradián. A partir de ese año, y hasta el momento presente, ambas unidades figuran en la categoría de unidades derivadas. El radián se define en el SI como una unidad adimensional con 1 {\displaystyle rad} = 1.
Esta unidad se utiliza primordialmente en física, cálculo infinitesimal, trigonometría, goniometría, etc.

Un ángulo de 1 radián corresponde al arco de circunferencia cuya longitud es su radio. Una circunferencia completa corresponde a 2π radianes.

## Definición
Un radián es la unidad de medida de un ángulo con vértice en el centro de un círculo cuyos lados son cortados por el arco de la circunferencia, y que además dicho arco tiene una longitud igual a la del radio.
El ángulo formado por dos radios de una circunferencia, medido en radianes, es igual a la longitud del arco que delimitan los radios dividida entre el radio; es decir, θ = s/r, donde θ es el ángulo, s es la longitud de arco, y r es el radio. Por tanto, el ángulo completo, {\displaystyle \scriptstyle {\theta }_{\text{circunferencia}}}, que subtiende una circunferencia de radio r, medido en radianes, es:
{\displaystyle \theta _{\text{circunferencia}}={\frac {L_{\text{circunferencia}}}{r}}={\frac {2\pi r}{r}}=2\pi \ {\text{rad}}\,}
De forma más general, la magnitud en radianes de un ángulo subtendido es igual al cociente entre la longitud del arco y el radio del círculo; es decir, {\displaystyle \theta ={\frac {s}{r}}}, donde θ es el ángulo subtendido en radianes, s es la longitud del arco y r es el radio. Un ángulo recto es exactamente {\displaystyle {\frac {\pi }{2}}} radianes.
El ángulo de rotación (360°) correspondiente a una revolución completa es la longitud de la circunferencia dividida por el radio, que es {\displaystyle {\frac {2\pi r}{r}}}, o 2π. Por lo tanto, 2π radianes es igual a 360 grados.
La relación 2π rad = 360° se puede derivar usando la fórmula para longitud de arco, {\textstyle \ell _{\text{arc}}=2\pi r\left({\tfrac {\theta }{360^{\circ }}}\right)}. Dado que el radián es la medida de un ángulo subtendido por un arco de longitud igual al radio de la circunferencia, {\textstyle 1=2\pi \left({\tfrac {1{\text{ rad}}}{360^{\circ }}}\right)}. Esto se puede simplificar aún más a {\textstyle 1={\tfrac {2\pi {\text{ rad}}}{360^{\circ }}}}. Multiplicando ambos lados por 360° se obtiene 360° = 2π rad.

## Utilidad
El radián es una unidad sumamente útil para medir ángulos, puesto que simplifica los cálculos, ya que los más comunes se expresan mediante sencillos múltiplos o divisores de π.

### Símbolo de la unidad
La Oficina Internacional de Pesas y Medidas y la Organización Internacional de Normalización especifican rad como símbolo del radián. Símbolos alternativos que estaban en uso en 1909 son c (la letra c en superíndice, por "medida circular"), la letra r, o R (la letra R en superíndice), pero estas variantes se utilizan con poca frecuencia, ya que pueden confundirse con un símbolo de grado (°) o un radio (r). Así, un ángulo de 1,2 radianes se escribiría hoy como 1,2 rad; las notaciones arcaicas podrían incluir 1,2 r, 1,2 rad, 1,2c, o 1,2R.
En la escritura matemática, a menudo se omite el símbolo "rad". Cuando se cuantifica un ángulo en ausencia de cualquier símbolo, se asumen los radianes, y cuando se quiere decir grados, se utiliza el símbolo de grado. °.

## Análisis dimensional
El radián es la unidad natural en la medida de los ángulos. Por ejemplo, la función seno de un ángulo x expresado en radianes cumple:
{\displaystyle \lim _{x\rightarrow 0}{\frac {\operatorname {sen}(x)}{x}}=1}
Análogamente los desarrollos Taylor de las funciones seno y coseno son:
- {\displaystyle \operatorname {sen}(x)=x-{\frac {x^{3}}{3!}}+\cdots =\sum _{n=0}^{\infty }{\frac {(-1)^{n}}{(2n+1)!}}x^{2n+1}}
- {\displaystyle \cos(x)=1-{\frac {x^{2}}{2!}}+\cdots =\sum _{n=0}^{\infty }{\frac {(-1)^{n}}{(2n)!}}x^{2n}}

donde x se expresa en radianes.
El ángulo plano se define como θ = s/r, {donde θ es el ángulo subtendido en radianes, s es la longitud del arco, y r es el radio. Un radián corresponde al ángulo para el que s = r}, por tanto 1 radián = 1 m/m. Sin embargo, rad sólo debe utilizarse para expresar ángulos, no para expresar relaciones de longitudes en general.. Un cálculo similar utilizando el área de un sector circular θ = 2A/r2 da 1 radián como 1 m2/m2. El hecho clave es que el radián es una unidad adimensional igual a 1. En el SI 2019, el radián se define en consecuencia como 1 rad = 1. Es una práctica establecida desde hace mucho tiempo en matemáticas y en todas las áreas de la ciencia hacer uso de rad = 1.  En 1993 la American Association of Physics Teachers Metric Committee especificó que el radián debía aparecer explícitamente en las cantidades sólo cuando se obtuvieran valores numéricos diferentes al utilizar otras medidas angulares, como en las cantidades de  dida angular (rad), velocidad angular (rad/s), aceleración angular (rad/s2), y rigidez de torsión (N⋅m/rad), y no en las cantidades de par de torsión (N⋅m) y momento angular (kg⋅m2/s).
Giacomo Prando afirma que "el estado actual de las cosas conduce inevitablemente a apariciones y desapariciones fantasmales del radián en el análisis dimensional de las ecuaciones físicas". Por ejemplo, un objeto colgado de una cuerda de una polea subirá o bajará y = rθ centímetros, donde r es el radio de la polea en centímetros y θ es el ángulo que gira la polea en radianes. Al multiplicar r por θ la unidad de radianes desaparece del resultado. Del mismo modo, en la fórmula para la velocidad angular de una rueda rodante, ω = v/r, los radianes aparecen en las unidades de ω pero no en el lado derecho. Anthony French llama a este fenómeno "un problema perenne en la enseñanza de la mecánica". Oberhofer dice que el consejo típico de ignorar los radianes durante el análisis dimensional y añadir o quitar radianes en las unidades según la convención y el conocimiento contextual es "pedagógicamente insatisfactorio".
Al menos una docena de científicos entre 1936 y 2022 han hecho propuestas para tratar el radián como una unidad de medida base que define su propia dimensión de "ángulo". La revisión de propuestas de Quincey esboza dos clases de propuestas. La primera opción cambia la unidad de un radio a metros por radián, pero esto es incompatible con el análisis dimensional para el área del círculo, πr2. La otra opción es introducir una constante dimensional. Según Quincey, este enfoque es "lógicamente riguroso" en comparación con el SI, pero requiere "la modificación de muchas ecuaciones matemáticas y físicas familiares".
En particular, Quincey identifica la propuesta de Torrens de introducir una constante η igual a 1 radián inverso (1 rad-1) de forma similar a la introducción de una constante ε0.  Con este cambio, la fórmula para el ángulo subtendido en el centro de un círculo, s = rθ, se modifica para convertirse en s = ηrθ, y la serie de Taylor para el seno de un ángulo θ pasa a ser: {\displaystyle \operatorname {Sin} \theta =\sin _{\text{rad}}(\eta \theta )=\eta \theta -{\frac {(\eta \theta )^{3}}{3!}}+{\frac {(\eta \theta )^{5}}{5!}}-{\frac {(\eta \theta )^{7}}{7!}}+\cdots .}La función en mayúsculas Sin es la función "completa" que toma un argumento con dimensión de ángulo y es independiente de las unidades expresadas, mientras que sinrad es la función tradicional sobre número puro que asume que su argumento está en radianes.. {\displaystyle \operatorname {Sin} } puede ser denotado {\displaystyle \sin } si está claro que se refiere a la forma completa.
El SI puede considerarse en relación con este marco como un sistema de unidades naturales en el que se supone que se cumple la ecuación η = 1, o de forma similar, 1 rad = 1. Esta convención del radián permite omitir η en las fórmulas matemáticas.
Una constante dimensional para el ángulo es "bastante extraña" y es probable que la dificultad de modificar las ecuaciones para añadir la constante dimensional impida su uso generalizado. Definir el radián como unidad base puede ser útil para el software, donde la desventaja de ecuaciones más largas es mínima. Por ejemplo, la biblioteca de unidades Boost define unidades angulares con una dimensión ángulo_plano, y el sistema de unidades de Mathematica considera de forma similar que los ángulos tienen una dimensión angular. 

## Equivalencias
- La equivalencia entre grados sexagesimales y radianes es: π rad = 180°. Por tanto

1 radián = 57,29577951… grados sexagesimales ({\displaystyle {\frac {180}{\pi }}^{\circ }}), y 1 grado sexagesimal = 0,01745329252… radianes ({\displaystyle {\frac {\pi }{180}}{\textrm {rad}}}). 
- La equivalencia entre grados centesimales y radianes es: π rad = 200g

La tabla muestra la conversión de los ángulos más comunes.
| Revolución     | Radian  | Radian  | Radian        | Grado sexagesimal | Gradián | Miliradián  | Miliradián  | Miliradián      | Puntos del compás |
| -------------- | ------- | ------- | ------------- | ----------------- | ------- | ----------- | ----------- | --------------- | ----------------- |
| 0 de circulo   | 0 rad   | 0 rad   | 0 rad         | 0°                | 0g      | 0 mrad      | 0 mrad      | 0 mrad          | 0 pt              |
| 172 de circulo | π36 rad | 𝜏72 rad | ≈ 0,08727 rad | 5°                | 509g    | 250π9 mrad  | 125𝜏9 mrad  | ≈ 87,266 mrad   | 49 pt             |
| 124 de circulo | π12 rad | 𝜏24 rad | ≈ 0,2618 rad  | 15°               | 503g    | 250π3 mrad  | 125𝜏3 mrad  | ≈ 261,799 mrad  | 43 pt             |
| 116 de circulo | π8 rad  | 𝜏16 rad | ≈ 0,3927 rad  | 22,5° o 22°30′    | 25g     | 125π mrad   | 125𝜏2 mrad  | ≈ 392,699 mrad  | 2 pt              |
| 112 de circulo | π6 rad  | 𝜏12 rad | ≈ 0,5236 rad  | 30°               | 1003g   | 500π3 mrad  | 250𝜏3 mrad  | ≈ 523,599 mrad  | 83 pt             |
| 110 de circulo | π5 rad  | 𝜏10 rad | ≈ 0,6283 rad  | 36°               | 40g     | 200π mrad   | 100𝜏 mrad   | ≈ 628,319 mrad  | 165 pt            |
| 18 de circulo  | π4 rad  | 𝜏8 rad  | ≈ 0,7854 rad  | 45°               | 50g     | 250π mrad   | 125𝜏 mrad   | ≈ 785,398 mrad  | 4 pt              |
| 12π de circulo | 1 rad   | 1 rad   | 1 rad         | 180π°             | 200πg   | 1000 mrad   | 1000 mrad   | 1000 mrad       | 16π pt            |
| 16 de circulo  | π3 rad  | 𝜏6 rad  | ≈ 1,047 rad   | 60°               | 2003g   | 1000π3 mrad | 500𝜏3 mrad  | ≈ 1047,198 mrad | 163 pt            |
| 15 de circulo  | 2π5 rad | 𝜏5 rad  | ≈ 1,257 rad   | 72°               | 80g     | 400π mrad   | 200𝜏 mrad   | ≈ 1256,637 mrad | 325 pt            |
| 14 de circulo  | π2 rad  | 𝜏4 rad  | ≈ 1,571 rad   | 90°               | 100g    | 500π mrad   | 250𝜏 mrad   | ≈ 1570,796 mrad | 8 pt              |
| 13 de circulo  | 2π3 rad | 𝜏3 rad  | ≈ 2,094 rad   | 120°              | 4003g   | 2000π3 mrad | 1000𝜏3 mrad | ≈ 2094,395 mrad | 323 pt            |
| 25 de circulo  | 4π5 rad | 2𝜏5 rad | ≈ 2,513 rad   | 144°              | 160g    | 800π mrad   | 400𝜏 mrad   | ≈ 2513,274 mrad | 645 pt            |
| 12 de circulo  | π rad   | 𝜏2 rad  | ≈ 3,142 rad   | 180°              | 200g    | 1000π mrad  | 500𝜏 mrad   | ≈ 3141,593 mrad | 16 pt             |
| 34 de circulo  | 3π2 rad | 3𝜏4 rad | ≈ 4,712 rad   | 270°              | 300g    | 1500π mrad  | 750𝜏 mrad   | ≈ 4712,389 mrad | 24 pt             |
| 1 circulo      | 2π rad  | 𝜏 rad   | ≈ 6,283 rad   | 360°              | 400g    | 2000π mrad  | 1000𝜏 mrad  | ≈ 6283,185 mrad | 32 pt             |

1. ↑  En esta tabla, 𝜏 equivale a 2π.

Otras unidades de medida de ángulos convencionales son el grado sexagesimal, el grado centesimal y, en astronomía, la hora.
- El radián tiene una unidad derivada llamada radián por segundo (rad/s), que corresponde a la magnitud velocidad angular. Esta unidad tiene una equivalencia con las rpm. Las equivalencias se pueden calcular fácilmente haciendo la siguiente relación:

{\displaystyle {\rm {rpm={\frac {rev}{min}}={\frac {2\pi \ rad}{60\ s}}}}}, que simplificada es: {\displaystyle {\rm {rpm={\frac {\pi }{30}}{\frac {rad}{s}}}}}, o bien: {\displaystyle {\rm {{\frac {rad}{s}}={\frac {30}{\pi }}\ rpm}}}.

Es decir que, para pasar una cantidad x de rpm a rad/s tenemos que multiplicarla por π/30:
{\displaystyle x{\rm {\ rpm\cdot {\frac {{\frac {\pi }{30}}\ rad/s}{rpm}}=}}}{\displaystyle \;x\cdot {\frac {\pi }{30}}{\rm {\ rad/s=}}}{\displaystyle \;x'{\rm {\ rad/s}}}

Análogamente, para pasar una cantidad y de rad/s a rpm tenemos que multiplicarla por 30/π:
{\displaystyle y{\rm {\ rad/s\cdot {\frac {{\frac {30}{\pi }}\ rpm}{rad/s}}=}}}{\displaystyle \;y\cdot {\frac {30}{\pi }}{\rm {\ rpm=}}}{\displaystyle \;y'{\rm {\ rpm}}}

## Conversiones entre grados y radianes

Ángulos de los polígonos más comunes medidos en radianes, expresados como fracciones de π

Tabla de conversión entre grados sexagesimales y radianes

Los grados y los radianes son dos diferentes sistemas para medir ángulos. Un ángulo de {\displaystyle 360}° equivale a {\displaystyle 2\pi } radianes; un ángulo de {\displaystyle 180}° equivale a {\displaystyle \pi } radianes; y un ángulo de {\displaystyle 90}° equivale a  {\displaystyle {\frac {\pi }{2}}}.
Convertir grados a radianes
Lo primero que tenemos que hacer para convertir {\displaystyle 137}° a {\displaystyle \pi } radianes es buscar {\displaystyle 1}° (un grado). Sabiendo que {\displaystyle 90}° = {\displaystyle {\frac {\pi }{2}}} simplemente dividimos por {\displaystyle 90^{\circ }}:
{\displaystyle {\frac {90^{\circ }}{90^{\circ }}}={\frac {\frac {\pi }{2}}{\frac {90^{\circ }}{1}}}}
Entonces nos quedaría:
{\displaystyle 1^{\circ }={\frac {\pi }{180^{\circ }}}}
Y ahora multiplicamos por {\displaystyle 137^{\circ }}:
{\displaystyle 137^{\circ }\cdot 1^{\circ }=137^{\circ }\cdot {\frac {\pi }{180^{\circ }}}}
Entonces queda resolver el lado derecho de la ecuación:
{\displaystyle 137^{\circ }\cdot {\frac {\pi }{180^{\circ }}}}
Ya en este punto, multiplicamos fracciones:
{\displaystyle {\frac {137^{\circ }}{1}}\cdot {\frac {\pi }{180^{\circ }}}={\frac {137\pi }{180}}}
Y ya tendríamos el resultado: {\displaystyle {\frac {137\pi }{180}}}
Convertir de radianes a grados
Para convertir de radianes a grados, simplemente partimos de que {\displaystyle \pi } radián es igual a {\displaystyle 180^{\circ }}, entonces, multiplicamos la medida dada en {\displaystyle \pi } radianes por {\displaystyle {\frac {180^{\circ }}{\pi }}}:
{\displaystyle {\frac {137\pi }{180}}\cdot {\frac {180^{\circ }}{\pi }}={\frac {24660^{\circ }}{180}}=137^{\circ }}
Entonces tenemos que el resultado es {\displaystyle 137^{\circ }}

## Diferencia entre radián, gradián, y grado sexagesimal
Los tres son unidades de medida de ángulos planos, y se diferencian así:
- Radián (rad): ángulo que describe un arco cuya longitud es la del radio.
- Gradián o grado centesimal (g): ángulo que describe un arco cuya longitud es la cuadringentésima (1/400) parte de una circunferencia.
- Grado sexagesimal (°): ángulo que describe un arco cuya longitud es la tricentésima sexagésima (1/360) parte de una circunferencia.

## Conversión de ángulos comunes
| Unidades                        | Valores | Valores | Valores | Valores | Valores | Valores | Valores | Valores | Valores |
| ------------------------------- | ------- | ------- | ------- | ------- | ------- | ------- | ------- | ------- | ------- |
| Revolución                      | 0       | 172     | 112     | 18      | 16      | 14      | 12      | 34      | 1       |
| Grados (sexagesimales)          | 0°      | 5°      | 30°     | 45°     | 60°     | 90°     | 180°    | 270°    | 360°    |
| Radianes                        | 0 rad   | π36 rad | π6 rad  | π4 rad  | π3 rad  | π2 rad  | π rad   | 3π2 rad | 2π rad  |
| Radianes                        | 0 rad   | 𝜏72 rad | 𝜏12 rad | 𝜏8 rad  | 𝜏6 rad  | 𝜏4 rad  | 𝜏2 rad  | 3𝜏4 rad | 𝜏 rad   |
| Gradianes (grados centesimales) | 0g      | 50g9    | 100g3   | 50g     | 200g3   | 100g    | 200g    | 300g    | 400g    |